# Wiktor Plakida

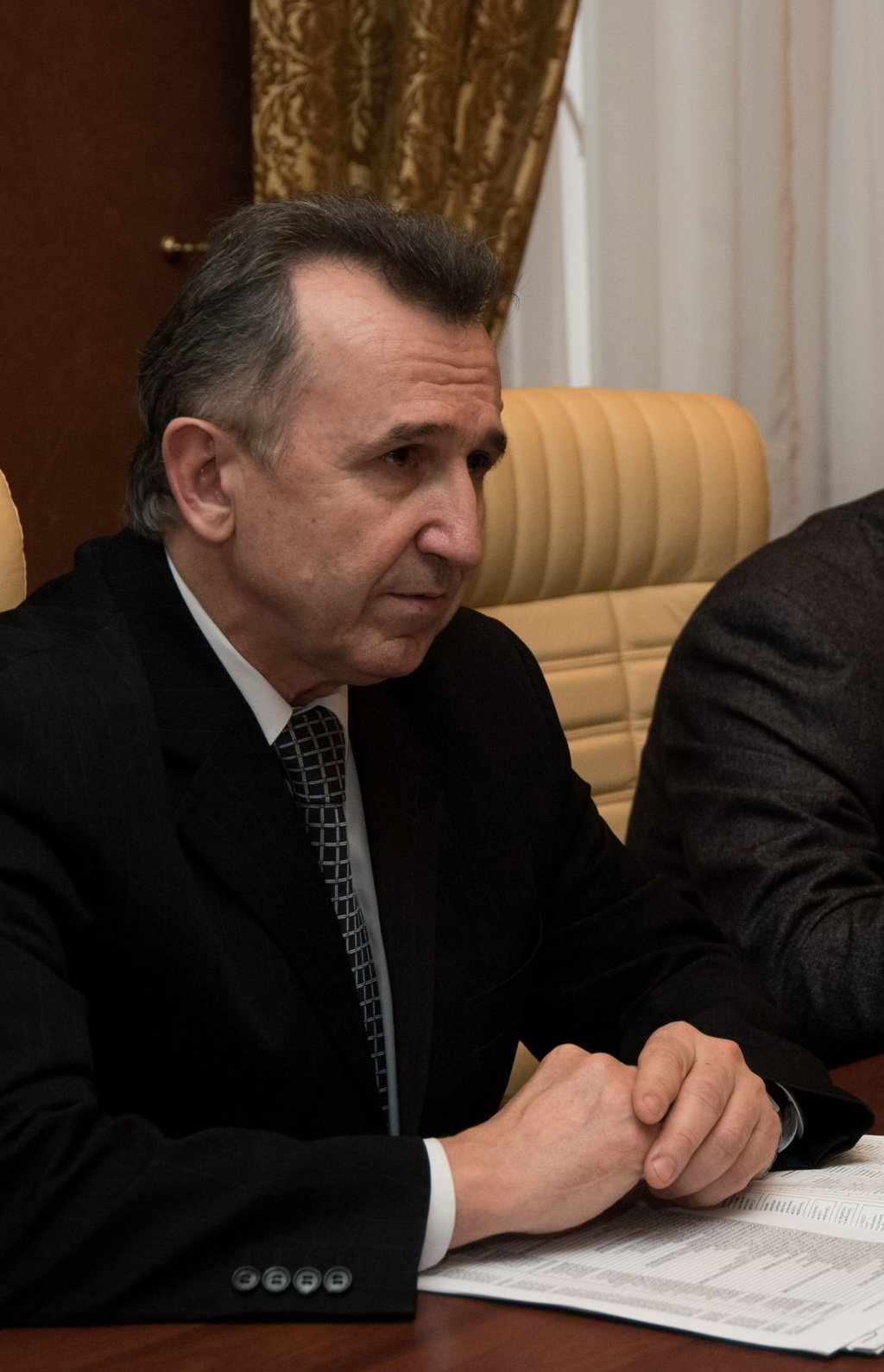
Wiktor Plakida, 2015

Wiktor Tarassowytsch Plakida (* 2. August 1956 in Krasnyj Lutsch, Oblast Luhansk) ist ein ukrainischer Politiker der Autonomen Republik Krim.

## Biographie
Plakida beendete 1979 sein Studium am Polytechnischen Institut in Leningrad (heute Sankt Petersburg). Von 1980 bis 2003 war er in verschiedenen Funktionen bei den für das Stromnetz zuständigen Behörden der Stadt Feodossija und später der gesamten Halbinsel Krim tätig. Danach betätigte er sich in der Politik der Autonomen Republik Krim und wurde im Mai 2006 zum Vorsitzenden des Ministerrates (Regierungschef) der Krim gewählt. Im März 2010 trat er von diesem Amt zurück.
Im Januar 2011 wurde Plakida zum Ersten Stellvertreter des Ständigen Vertreters des ukrainischen Präsidenten in der Autonomen Republik Krim ernannt. Im Februar 2012 berief ihn Präsident Wiktor Janukowytsch zum Ständigen Vertreter auf Krim.
2014 unterstützte Plakida die Annexion der Krim durch Russland und nahm die russische Staatsbürgerschaft an.